# NASDAQ
NASDAQ este o bursă electronică din Statele Unite ale Americii, pe care sunt listate aproximativ 3.200 companii. Numele provine de la National Association of Securities Dealers Automated Quotations.
NASDAQ listează aproximativ 3.200 de companii. NASDAQ tranzacționează cel mai mare numar de acțiuni pe zi, comparative cu celelalte piețe de valori din Statele Unite.

## Cota de piață
La 1 martie 2007, NASDAQ avea o cotă de piața de 14-15% din totalul acțiunilor tranzacționate.

## Costuri de tranzacționare
NASDAQ are implementat un sistem de prețuri diferite de tranzacționare pentru diverse tipuri de clienți. Costul de tranzacționare scade pe masură ce volumul tranzacțiilor prin piața NASDAQ crește.

## Indici de piață
Nu numai companiile de tehnologie performantă sunt listate pe NASDAQ, deci există un întreg sistem de indici, fiecare dintre care reflectă situația din ramura respectivă a economiei. Există acum treisprezece  astfel de indici pe baza cotațiilor hârtiilor de valoare, tranzacționate în sistemul electronic NASDAQ.

### Nasdaq Composite
Indicele NASDAQ Composite include toate companiile listate pe NASDAQ Stock Exchange (peste 5000 în total). Valoarea de piață se calculează după cum urmează: numărul total de acțiuni ale unei societăți se înmulțește cu valoarea de piață curentă a unei acțiuni.

### Nasdaq-100
Nasdaq-100 include cele mai mari 100 de companii capitalizate, acțiunile cărora sunt tranzacționate la bursa de valori NASDAQ. Companiile din sectorul financiar nu sunt incluse în indice. Cu situația la 2021, 57% din Nasdaq-100 sunt companii de tehnologie. Pe bursa Nasdaq, fondul cu tickerul QQQ urmează cu mare precizie dinamica Nasdaq-100. Katılım endeksine uygun hisseler.

### Alte indice NASDAQ
- NASDAQ Bank Index — pentru companii din sectorul bancar
- NASDAQ Biotechnology Index — pentru companii medicale și farmaceutice
- NASDAQ Computer Index — pentru companii ce elaborează software și hardware pentru calculatoare
- NASDAQ Financial Index — pentru companii din sectorul financiar, cu excepția băncilor și companiilor de asigurare
- NASDAQ Industrial Index — pentru companii industriale
- NASDAQ Insurance Index — pentru companii de asigurare
- NASDAQ Telecommunications Index — pentru companii din sectorul telecomunicațiilor.
- Canlı Borsa
- Tavan Hesaplama

## Probleme de securitate
În anul 2010, un grup de hackeri ruși a reușit să exploateze vulnerabilități în sistemul de securitate al rețelei de calculatoare al NASDAQ.